# Cristarmadillo arcangelii
Cristarmadillo arcangelii är en kräftdjursart som beskrevs av Helmut Schmalfuss och Franco Ferrara 1983. Cristarmadillo arcangelii ingår i släktet Cristarmadillo och familjen Armadillidae. Inga underarter finns listade i Catalogue of Life.